# 桂米紫 (4代目)
四代目 桂 米紫（かつら べいし、1974年3月20日 - ）は、京都市出身の落語家。本名∶林 嘉晃。所属事務所は米朝事務所。上方落語協会会員。前名桂都んぼ。

## 概要
南京都高等学校卒業後、桂都丸（後の4代目桂塩鯛）に一番弟子として入門。桂とんぼの高座名で初舞台。人間国宝である3代目桂米朝の曾孫弟子、2代目桂ざこばの孫弟子。弟弟子に2代目桂鯛蔵、桂小鯛らがいる。

## 人物
落語家としての活動以外には演劇活動にも積極的で、小劇団公演や商業演劇公演、大衆演劇公演などの舞台に上がるほか、映画についての造詣も深く、KYOTO映画塾卒業の経歴を持ち、インディーズ映画などにも出演している。猫好きであり、ツイッターや、ブログに愛猫めんちぼうるの写真を出している。
芸風としては、ざこば一門ならではの圧倒的な迫力を強く押し出すインパクトある芸風を継いでおり、先ずその熱血性が目を引く。だが全体的には、映画や演劇の手法を豊かに取り入れており、アクションのビジュアル性も高く、個々の笑いもさることながらストーリー性を強く意識していることが感じられる。高座に掛ける演目としては「らくだ」「高津の富」「崇徳院」「ねずみ」等の古典落語を中心とするが、新作落語でも「おなつ観音」「雨宿り」（共にくまざわあかね作）などを磨いている。余芸に南京玉すだれがある。
米紫襲名までトンボが由来の高座名を名乗っていたが、虫はトンボを含めて大の苦手。
2010年8月、師匠・都丸の4代目桂塩鯛襲名に伴い、弟子も都丸由来の高座名を改めることになったことから、4代目「桂米紫」を襲名。他の名前の候補に3代目塩鯛が名乗っていたこともある「太平洋鯱丸」の候補もあった。

## 経歴
- 1994年3月16日：桂都丸に入門。「桂 とんぼ」と命名される。
- 1994年6月：京都の染屋町寄席にて初高座を務め、「東の旅発端～煮売屋」を演じた。
- 1997年3月：桂米朝から指示があり、芸名の表記を「桂 都んぼ」に改める。
- 1999年10月：「NHK新人演芸大賞」落語部門で大賞を受賞する。
- 2005年1月：「なにわ芸術祭」で新人奨励賞を受賞する。
- 2009年：「文化庁芸術祭」大衆芸能部門で新人賞を受賞する。
- 2010年8月：4代目桂 米紫を襲名。
- 2015年11月：第10回繁昌亭大賞 奨励賞を受賞[4]。

## 出演番組

### 現在放送中の番組
- 竹内弘一のなにがナンでも!（ABCラジオ、2024年4月7日 -）月1回パートナー

### 放送終了した番組
- 上方演芸ホール（浪花花形五人衆）（NHK大阪、2011年3月）
- 大阪のみち なにわのみち（ラジオ大阪、日曜9：30 - 10：00、2006年3月終了）
- 熱血!インディーズムービー野郎（関西テレビ☆京都チャンネル、2006年終了）
- TOP POP MUSIC（ラジオ大阪、月～木22:30～23:30、2018年3月終了）内コーナー シアター23（月 23:00～）
- なにわ演芸荘 ～米朝事務所 桂米紫の部屋（MBSラジオ、2020年4月1日、6月4日）
- 竹内弘一のこういっちゃナンですが（KBS京都、金15:30～17:00、2022年3月25日 - 2024年3月29日）月1回パートナー
- 桂米紫の新春笑うべーし！（MBSラジオ、2025年1月1日）

## 映画
- 剥き出しにっぽん（石井裕也監督、インディーズ）
- 蝉が泣く（同上）
- 八年目の女二人（同上）
- 反逆次郎の恋（同上）
- ガール・スパークス（同上）
- 幸福のスイッチ（配送員役、安田真奈監督、2006年、東京テアトル）
- ばけもの模様（石井裕也監督、2007年、インディーズ）
- されど、みそ汁（夫・中野浩二役、藤原伊織監督、2018年）　※短編、友情出演扱い